# Kristie Ahn
Kristie Haerim Ahn, née le 15 juin 1992 à New York, est une joueuse de tennis américaine, professionnelle de 2008 à 2022.

## Biographie
Kristie Ahn est née le 15 juin 1992 à New York, dans le quartier de Flushing Meadows, de parents d'origine sud-coréenne,,.
Elle fut la capitaine de l'équipe universitaire de la prestigieuse université Stanford, dont elle sortit diplômée en 2014 en sciences et technologie. Après son cursus universitaire, elle a passé un accord avec son père, qui a accepté de l'aider financièrement dans sa carrière professionnelle pendant trois ans,,,.
Après ses études, elle a choisi de s'installer en Floride pour poursuivre sa carrière professionnelle. Elle choisit finalement en 2018 de revenir auprès de ses parents dans le New Jersey.

## Carrière

### 2008
Elle parvient à s'extirper des qualifications à l'US Open. Elle s'incline contre la no 6 mondiale Dinara Safina en deux manches (6-3, 6-4),.

### 2009 - 2016
Elle dispute principalement des tournois ITF durant cette période, ainsi que les qualifications du tournoi de Stanford où elle effectue ses études. Elle participe au tournoi en 2014, où elle est battue au premier tour par Coco Vandeweghe (6-2, 7-5). Invitée dans le tableau des qualifications à l'US Open en 2009, elle s'incline au second tour.
En 2016, elle dispute les qualifications dans trois tournois du Grand Chelem mais échoue au dernier tour des qualifications à l'US Open face à Elise Mertens. Elle remporte cinq titres ITF durant cette période.

### 2017
Elle parvient pour la première fois à s'extirper des qualifications d'un tournoi WTA à Monterrey. Elle passe un tour contre la Slovaque Jana Čepelová (6-4, 6-2) avant de s'incliner de peu contre la Russe Anastasia Pavlyuchenkova (7-65, 6-4), future vainqueur du tournoi. Elle s'incline au second tour des qualifications à Roland-Garros et à l'US Open et au troisième tour à Wimbledon. Elle s'incline au premier tour à Stanford contre la Paraguayenne Verónica Cepede Royg malgré le gain de la première manche (2-6, 7-5, 6-1). Elle dispute trois autres tournois WTA, à Tokyo, Séoul et Tianjin. Elle remporte deux tournois ITF cette année-là.

### 2018
Elle commence la saison en disputant les qualifications à Brisbane et à Sydney. Elle rentre dans le tableau principal à Sydney, mais s'incline contre Kiki Bertens (6-2, 6-4). Elle parvient ensuite à s'extirper des qualifications à l'Open d'Australie. C'était la première fois depuis près de dix ans qu'elle entrait dans le tableau principal d'un tournoi du Grand Chelem. Elle s'incline contre au premier tour contre Barbora Strýcová (6-1, 7-5). Elle échoue à sortir des qualifications à Indian Wells et Miami. Elle entre directement dans le tableau à Charleston, bénéficiant du retrait de Catherine Bellis. Elle bat Samantha Stosur au premier tour (6-2, 6-4) avant de s'incliner contre la tête de série no 5 et 13e mondiale Julia Görges malgré le gain du premier set (2-6, 6-4, 7-61). Elle s'incline au deuxième tour des qualifications dans les autres tournois du Grand Chelem et perd au premier tour des trois autres tournois WTA auxquels elle participe (Nottingham, Washington et Québec).

### 2019: entrée dans le top 100
Elle commence la saison par les qualifications à l'Open d'Australie où elle est éliminée au deuxième tour. Après plusieurs tournois ITF, elle perd au dernier tour des qualifications à Bogota. Repêchée dans le tableau principal à la suite du forfait de la Kazakhe Zarina Diyas, elle vient à bout de la tête de série no 1 Jeļena Ostapenko au premier tour en sauvant deux balles de match (2-6, 7-65, 7-5),. Elle s'incline au tour suivant contre une joueuse invitée par les organisateurs, María Camila Osorio (6-4, 6-76, 6-3). Elle s'incline au premier tour des qualifications à Roland-Garros, mais parvient à se qualifier pour le tableau principal à Wimbledon. Elle s'incline contre la no 12 mondiale Anastasija Sevastova (6-3, 6-4). 
Lors de la tournée américaine, elle prend part à un tournoi ITF avant de passer par les qualifications à San José. Qualifiée pour le tableau principal, elle bat Ajla Tomljanović au premier tour (6-3, 4-6, 6-4) puis la no 20 mondiale Elise Mertens (6-3, 6-3), s'offrant sa première top 20. Elle s'incline en quarts de finale contre Donna Vekić après un premier set accroché (7-5, 6-0). Son bon parcours en Californie lui permet de décrocher une wild card pour le tableau final de l'US Open en arrivant première du USTA Wild Card Challenge. Battue au premier tour des qualifications à Cincinnati, elle participe au tournoi du Bronx où elle bénéficie d'une wild card. Au premier tour, elle bat la Suissesse Jil Teichmann (6-3, 6-4) mais ne peut rien contre Karolína Muchová contre laquelle elle s'incline en deux manches (6-3, 6-1). Pour sa première apparition à Flushing Meadows depuis onze ans, elle fait honneur à sa wild card en battant d'entrée l'ancienne vainqueur du tournoi Svetlana Kuznetsova en deux manches (7-5, 6-2). Après cette victoire, elle reçoit les félicitations de Dinara Safina qui l'avait battue en 2008,. Elle dispose au second tour d'une autre Russe Anna Kalinskaya (6-2, 6-3) puis de Jeļena Ostapenko au troisième tour (6-3, 7-5),,,,. Elle est la première joueuse ayant obtenu une wild card par le biais de l'USTA Wild Card Challenge à atteindre la deuxième semaine d'un tournoi du Grand Chelem. Elle bat à cette occasion le record de durée entre la première participation dans un tournoi du Grand Chelem et la première victoire, onze ans séparant son premier match de sa première victoire. Elle s'incline au quatrième tour contre Elise Mertens en deux sets (6-1, 6-1) et à peine plus d'une heure de jeu. Son bon parcours à Flushing Meadows lui permet d'atteindre pour la première fois de sa carrière le top 100 à 27 ans.

## Parcours en Grand Chelem

### En simple dames
| Année | Open d'Australie | Open d'Australie   | Internationaux de France | Internationaux de France | Wimbledon       | Wimbledon       | US Open         | US Open         |
| ----- | ---------------- | ------------------ | ------------------------ | ------------------------ | --------------- | --------------- | --------------- | --------------- |
| 2008  | —                | —                  | —                        | —                        | —               | —               | 1er tour (1/64) | Dinara Safina   |
| 2018  | 1er tour (1/64)  | Barbora Strýcová   | —                        | —                        | —               | —               | —               | —               |
| 2019  | —                | —                  | —                        | —                        | 1er tour (1/64) | A. Sevastova    | 1/8 de finale   | Elise Mertens   |
| 2020  | 1er tour (1/64)  | Caroline Wozniacki | 1er tour (1/64)          | Serena Williams          | Annulé          | Annulé          | 1er tour (1/64) | Serena Williams |
| 2021  | —                | —                  | —                        | —                        | 2e tour (1/32)  | Sloane Stephens | —               | —               |

N.B. : à droite du résultat se trouve le nom de l'ultime adversaire.

### En double dames
| Année | Open d'Australie | Open d'Australie | Internationaux de France | Internationaux de France | Wimbledon | Wimbledon | US Open                           | US Open                          |
| ----- | ---------------- | ---------------- | ------------------------ | ------------------------ | --------- | --------- | --------------------------------- | -------------------------------- |
| 2009  | —                | —                | —                        | —                        | —         | —         | 1er tour (1/32) Courtney Dolehide | B. Mattek-Sands Nadia Petrova    |
| 2017  | —                | —                | —                        | —                        | —         | —         | 1er tour (1/32) Irina Falconi     | Sorana Cîrstea S. Sorribes Tormo |
| 2018  | —                | —                | —                        | —                        | —         | —         | —                                 | —                                |
| 2019  | —                | —                | —                        | —                        | —         | —         | 2e tour (1/16) Christina McHale   | Xu Yifan Gabriela Dabrowski      |

N.B. : le nom de la partenaire se trouve sous le résultat ; le nom des ultimes adversaires se trouve à droite.

## Classements WTA en fin de saison
| Année          | 2008 | 2009 | 2010 | 2011 | 2012 | 2013 | 2014 | 2015 | 2016 | 2017 | 2018 | 2019 | 2020 | 2021 |
| Rang en simple | 443  | 345  | 507  | -    | 704  | 719  | 650  | 208  | 221  | 106  | 196  | 89   | 108  | 252  |
| Rang en double | -    | 966  | 453  | -    | 927  | 783  | 711  | 405  | 389  | 280  | 360  | 255  | 277  | 613  |

source : (en) Classements de Kristie Ahn sur le site officiel de la Fédération internationale de tennis